# Sułkowo Borowe
Sułkowo Borowe (prononciation : [suu̯ˈkɔvɔ bɔˈrɔvɛ]) est un village polonais de la gmina de Strzegowo dans le powiat de Mława de la voïvodie de Mazovie dans le centre-est de la Pologne.
Il se situe à environ 19 km au sud de Mława (siège du powiat) et à 91 km au nord-ouest de Varsovie (capitale de la Pologne).

## Histoire
De 1975 à 1998, le village appartenait administrativement à la voïvodie de Ciechanów.